# 파비오 리오네

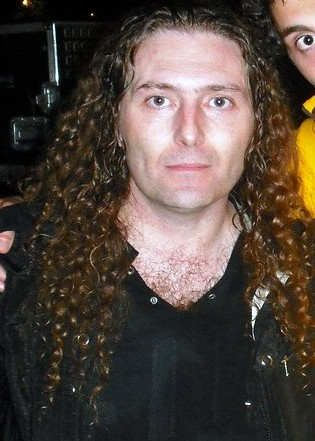

파비오 리오네(이탈리아어: Fabio Lione, 1973년 10월 9일~)는 이탈리아의 가수로 랩소디 오브 파이어, 레비런스, 비전 디바인 밴드의 보컬로 유명하다. 또한 2000년부터 제이 스톰(J. Storm)이라는 가수명으로 유로비트 가요를 내기도 하였다. 2012년부터 브라질 밴드 앙그라의 3기 보컬로 합류, 랩소디 오브 파이어와 보컬을 겸임하다가 랩소디 오브 파이어를 2016년 9월 29일에 탈퇴했다.

## 랩소디 / 랩소디 오브 파이어
리오네는, 랩소디 오브 파이어의 1.5기 멤버로,멤버들이 94년도에 독일의 림 음악출판사와 계약을 맺고,새로운 보컬을 찾기위해 세계를 살피던 중, 94년도에 보컬로 영입되었다. 오랜 기간 랩소디의 메인 보컬로 활동하다 2016년 9월 말에 탈퇴하였다.

## 유로비트
리오네의 첫 유로비트 음악은 Eye Of The Tiger로 2000년 일본에 출시되었다. 그가 유로비트 곡을 출시할 당시에는 "제이 스톰(J. Storm)"이라는 명칭을 사용하였다. 그는 2000년부터 2005년까지 총 13곡의 유로비트 곡을 출시하였고 그 이후론 활동하지 않았다. 그러나 최근(2013년 11월20일)발매된 'Dance Into The Fire'라는 곡으로 활동을 다시하고 있다.
참고로 그의 유로비트 곡 중 Dancin' In My Dream이 이니셜 D 배틀 스테이지에서 등장하였다.
한편, 자신이 활동했던 밴드 레비런스의 멤버 중 로버토 티란티도 "파워풀 T.(Powerful T.)"라는 명칭으로 일본에 유로비트 곡을 출시하였다.